# Joan Lavender Bailie Guthrie
Joan Lavender Bailie Guthrie o Laura Gray (1889-1914) fue una sufragista escocesa y miembro de la Unión Social y Política de las Mujeres (WSPU, por sus siglas en inglés). 

## Biografía
Guthrie nació en 1899 en Glasgow en una familia acomodada. 

## Sufragista
Se unió a la WSPU a la edad de 18 años. En 1912, participó en una redada que rompió ventanas, por la cual fue encarcelada en la prisión Holloway. Durante su tiempo como prisionera, contribuyó al Holloway Jingles, un libro de poesía que fue publicado por la sucursal de Glasgow de la WSPU. Se cree que su poema To DR está dedicado a la sufragista Dorothea Rock. 
Participó en una huelga de hambre y fue alimentada a la fuerza. Se cree que desarrolló una adicción al barbitúrico veronal, que aliviaba el dolor causado por los efectos posteriores de la alimentación forzada.
Recibió la Medalla de huelga de hambre 'por su valor' otorgada por la WSPU. 
Falleció a la edad de 25 años, después de tomar una sobredosis de veronal.